# Feronista
Feronista is een geslacht van kevers uit de familie van de loopkevers (Carabidae). De wetenschappelijke naam van het geslacht is voor het eerst geldig gepubliceerd in 1965 door Moore.

## Soorten
Het geslacht Feronista omvat de volgende soorten:
- Feronista amaroides Moore, 1965
- Feronista intermedia Moore, 1965
- Feronista minor Moore, 1965